# San Giovanni in Marignano
San Giovanni in Marignano (romanyol nyelven San Zuàn in Marignèn) település Olaszországban, Emilia-Romagna régióban, Rimini megyében. Lakosainak száma 9408 fő (2023. január 1.). San Giovanni in Marignano Gradara, Misano Adriatico, Saludecio, San Clemente, Tavullia, Morciano di Romagna és Cattolica községekkel határos.

## Népesség
A település lakossága az elmúlt években az alábbi módon változott:
| Lakosok száma | 9353 | 9455 | 9408 |
|               | 2017 | 2018 | 2023 |

## Híres szülöttjei
- Eraldo Pecci (1955–) válogatott labdarúgó